# Armengol IV de Urgel
Armengol IV de Urgel (1056 – 11 de março de 1092) foi Conde de Urgel, território que herdou com a morte de seu pai. Governando o condado entre 1065 e 1092.

## Relações familiares
Foi filho de Armengol III de Urgel (?- Barbastro, Huesca, 1065), conde de Urgel e de Adelaida de Besalú.
Casou por duas vezes, a primeira em 1077 com Lucie de la Marche (1060 -?) filha de Artau I de Pallars (c. 1020 - 1077), conde de Pallars Sobirà e de Lúcia de la Marche (1023 - 1079), de quem teve:
1. Armengol V de Urgel, conde de Urgel (1078 -14 Setembro 1102) casou com Maria Perez, filha do conde Pedro Ansúrez e Elo Alfonso.

O segundo casamento foi com Adelaide de Forcalquier, Condenssa de Forcalquier, de quem teve:
1. Guilherme III de Forcalquier[3], conde de Forcalquier casado com Gersende de Albon.
2. Adelaida de Urgel.
3. Sancha de Urgel casada com Hugo II de Ampurias.